# Пец под Сњешком
Пец под Сњешком (чеш. Pec pod Sněžkou) град је у Чешкој Републици. Град се налази у управној јединици Краловехрадечки крај, у оквиру којег припада округу Трутнов.

## Становништво
Према подацима о броју становника из 2014. године град је имао 630 становника.